# Liste der Straßen und Plätze in Berlin-Blankenburg

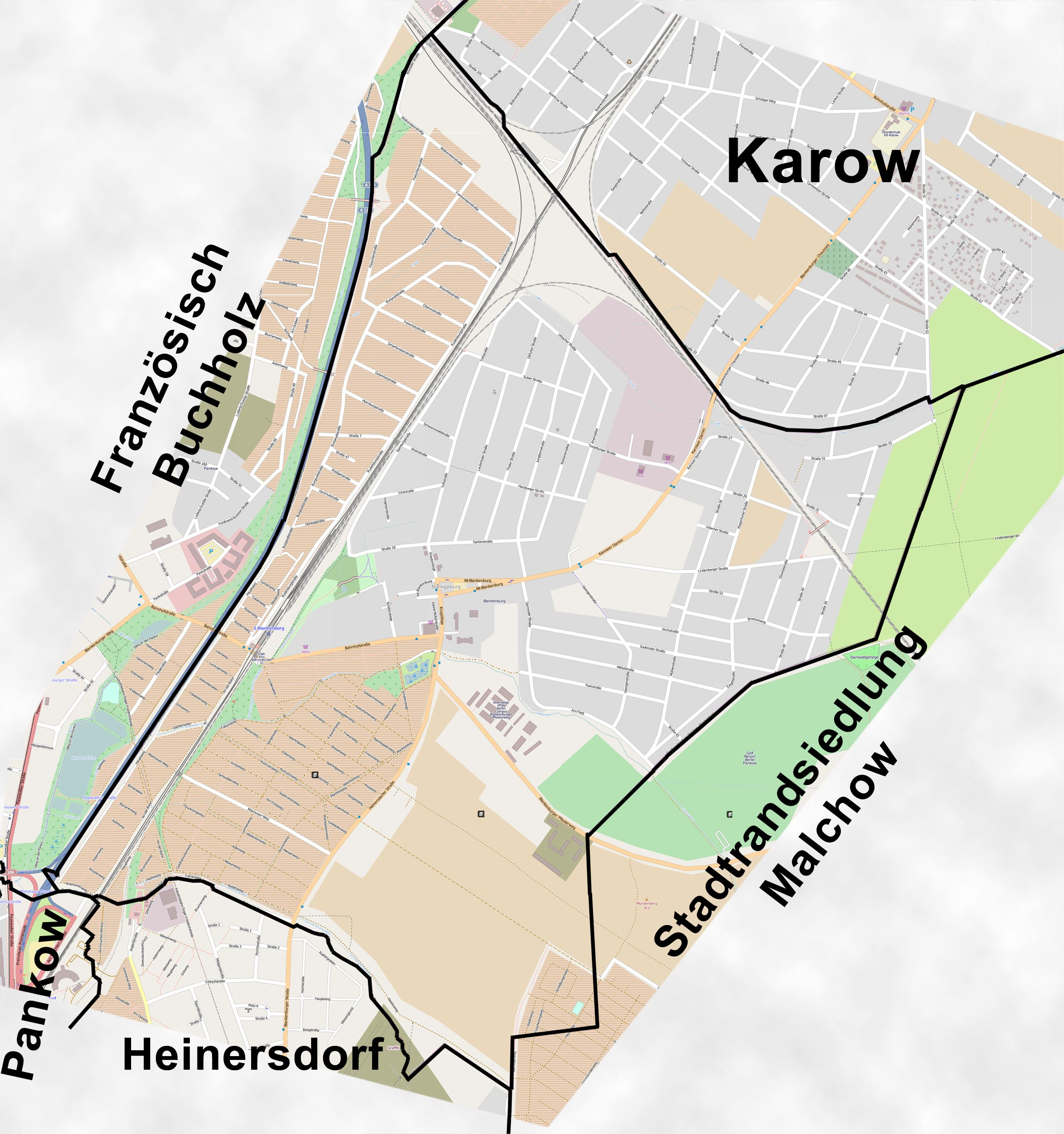
Straßensystem des Ortsteils Berlin-Blankenburg im Bezirk Pankow

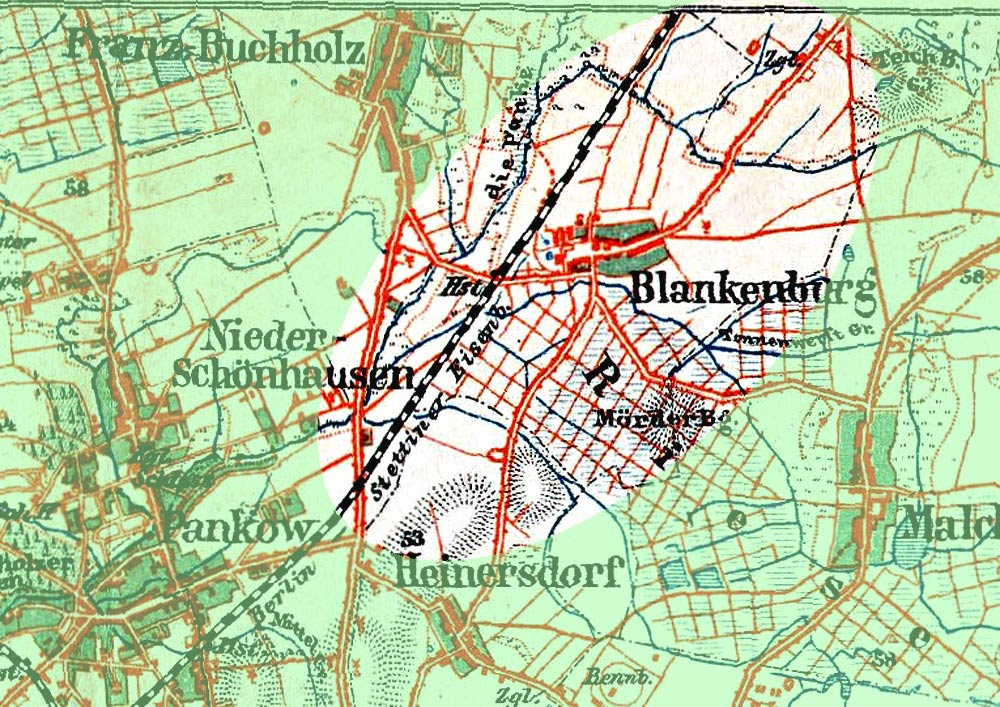
Blankenburg 1894
Von Alt-Blankenburg (Dorfstraße)
West: Bahnhofstraße (nach Buchholz)
Süd: Krugstege
zur Heinersdorfer Straße (und Malchow)
Ost: Karower Damm

Die Liste der Straßen und Plätze in Berlin-Blankenburg beschreibt das Straßensystem im Berliner Ortsteil Blankenburg im Bezirk Pankow mit den entsprechenden historischen Bezügen.
Gleichzeitig ist diese Zusammenstellung ein Teil der Listen aller Berliner Straßen und Plätze.

## Überblick
Der Ortsteil Blankenburg mit dem Postleitzahlenbereich 13129 hat 6.921 Einwohner (Stand: 31. Dezember 2024). Diese leben laut amtlichem Straßenverzeichnis in 122 gewidmeten Straßen, davon sind 41 amtlich benannte Privatstraßen in der „Anlage Blankenburg“. Das öffentliche Straßennetz hat eine Länge von 37,1 Kilometer und weitere 22 Kilometer der Straßen und Wege dieser Anlage kamen im Jahr 2011 hinzu, da sie auf landeseigenen Flächen liegt.
Das Blankenburger Straßensystem hat sich um die Ein- und Ausfallstraße von Berlin in den Niederbarnim entwickelt. Die Straße verbindet den alten Dorfkern nach Osten zum Rieselgut Malchow und entstand Ende des 19. Jahrhunderts als Blankenburger Pflasterweg. Die Verbindung nach Westen zu Französisch Buchholz wurde mit dem Bahnhof der Stettiner Bahn als Bahnhofstraße befestigt. Die nördlich des Dorfkerns ab 1902 erschlossenen Siedlungsflächen sind durch die Stettiner Bahn geteilt. Zwischen Bahn und Pankeniederung liegt das „Burgviertel“, benannt nach einer ausgegrabenen Slawenburg der Sprewanen. Das Flüsschen Laake begrenzt das Viertel nördlich. Östlich der Bahn wurden um die 1920er Jahre weitere Straßen angelegt und nach Orten im Harz benannt. Sie stellen einen Bezug zur Adelsfamilie Blankenborch her, die den Ort auf einer vormals slawischen Siedlung ausbaute. Südöstlich vom Karower Damm wurden zuerst nummerierte Planstraßen nach Orten in Kärnten benannt.
Die meisten Siedlungsstraßen waren bis 1938 angelegt, es verblieben die Flächen nach Heinersdorf zu, westlich der Heinersdorfer Straße von Gartenanlagen benutzt. Der östlich anschließende Bereich bildete bis in die 1980er Jahre ein System von Rieselfeldern.
Erst nach Trockenlegung dieser Flächen begann ab den 1990er Jahren eine Ausdehnung des Straßennetzes.
Als Anfang der 1950er Jahre der Berliner Außenring gebaut wurde, gab es Änderungen im Straßenraster, 1957 erfolgte eine Aufteilung zwischen Blankenburg und dem Ortsteil Karow. Das zum Ortsteil gehörende Gebiet (Straßen 28, 31 und 33) liegt nördlich vom Außenring bis zur Laake und wird durch die Lindenberger-Weg-Brücke, eine Fußgängerbrücke, erschlossen. Kraftfahrzeuge können dieses Gebiet nur über die Straße 50 von Karow her erreichen. Der Bau des Pankower Zubringers beschnitt die Burgwallstraße etwas, da die Trasse entlang der Panke und der westlichen Ortsteilsgrenze liegt.
Oft waren die Blankenburger Straßen um den Ortskern noch in den 2010er Jahren unbefestigt und ohne Straßenentwässerung, aber mit beidseitigen Banketten versehen.
Der ehemals dörfliche Charakter Blankenburgs zeigt sich im 21. Jahrhundert in Straßennamen wie Priesterstege und Krugstege und im Status des Gebäudeensembles von Alt-Blankenburg als Baudenkmal. Östlich der Heinersdorfer Straße und beiderseits des Karower Damms existieren kleinere landwirtschaftlich genutzte Flächen, teilweise auf vormaligen Rieselgelände. Südöstlich vom Dorf standen eine Mühle und eine Ziegelei, die in den Straßennamen wiederzufinden sind.
Die vorläufig letzten Straßennamen sind im Gebiet der ‚Anlage Blankenburg‘ vergeben worden. Diese entwickelte sich westlich der Panke ab dem Jahr 1909, südwestlich vom Dorfkern bezogen im Ersten Weltkrieg die ersten Dauerbewohner die Vorortsiedlung. Mit dem Flächenzuwachs durch stillgelegte Rieselfelder entstanden Kleingärten und Verbindungswege mit Namen, die von den Anliegern festgelegt wurden und nicht Bestandteil des amtlichen Verzeichnisses waren.
Seit Mitte der 2000er Jahre werden in Berliner Gartenanlagen, die nicht dem Bundeskleingartengesetz unterliegen, amtliche Straßennamen für diese Privatstraßen vergeben, wenn sie landeseigene Pachtflächen sind. So wurden die Straßennamen auf Antrag der Eigentümerin und Verwalterin, dem Bezirksamt Pankow, in Abstimmung mit dem Verein der Anlage Blankenburg ausgewählt. Der zur Verfügung stehende Namenspool war durch nach Finken und Ammern benannte Straßen und Wege in anderen Ortsteilen begrenzt.

## Übersicht der Straßen und Plätze
Die nachfolgende Tabelle gibt eine Übersicht über die vorhandenen Straßen und Plätze im Ortsteil sowie einige dazugehörige Informationen.
- Name/Lage: aktuelle Bezeichnung der Straße oder des Platzes. Über den Link Lage kann die Straße oder der Platz auf verschiedenen Kartendiensten angezeigt werden. Die Geoposition gibt die Lage der ungefähren Mitte der Straßenlänge an.
- Im amtlichen Straßenverzeichnis nicht aufgeführte Verkehrswege sind mit * gekennzeichnet.
- Ehemalige oder nicht mehr gültige Straßennamen sind kursiv gesetzt. Für bedeutende ehemalige Straßen oder historische Straßennamen ist gegebenenfalls eine gesonderte Liste vorhanden.
- Länge/Maße in Metern:
Die in der Übersicht enthaltenen Längenangaben sind  gerundete Übersichtswerte, die in Google Earth mit dem dortigen Maßstab ermittelt wurden. Sie dienen Vergleichszwecken und werden, sofern amtliche Werte bekannt sind, ausgetauscht und gesondert gekennzeichnet.
Bei Plätzen sind die Maße in der Form a × b für rechteckige Anlagen und für (ungefähr) dreieckige Anlagen als a × b × c mit a als längster Seite angegeben.
Sofern die Straße auch in benachbarte Ortsteile weiterführt, gibt der Zusatz ‚im Ortsteil‘ an, wie lang der Straßenabschnitt innerhalb des Ortsteils dieses Artikels ist.
- Namensherkunft: Ursprung oder Bezug des Namens.
- Anmerkungen: weitere Informationen über anliegende Baudenkmale oder Institutionen, die Geschichte der Straße und historische Bezeichnungen.
- Bild: Foto der Straße oder eines anliegenden Objektes.

| Name/Lage                        | Länge/Maße (in Metern)           | Namensherkunft                                                              | Datum der Benennung | Anmerkungen | Bild |
| -------------------------------- | -------------------------------- | --------------------------------------------------------------------------- | ------------------- | --- | --- |
| Ahornallee (Lage)                | 0450                             | Ahorn, Laubbaumart                                                          | vor 1911            | Östliche Parallelstraße der Kastanienallee, mit der ihr der Name vergeben wurde, zwischen Harzburger und Urbacher Straße. | Ahornallee, nördlich der Treseburger Straße |
| Alt-Blankenburg (Lage)           | 0600                             | vormaliger Anger des Dorfes Blankenburg                                     | 11. Mai 1938        | Überliefert als Dorfstraße, nach den Eingemeindungen der Dörfer zu Groß-Berlin wurde die Umbenennung nötig. Auf Höhe des Angers teilt sich die Straße. Der Abschnitt südlich des Angers ist in Fahrtrichtung Osten freigegeben. Der Abschnitt nördlich des Angers, welcher in westliche Fahrtrichtung freigegeben ist, wurde erst 1936 angelegt. Das Gesamtensemble von Alt-Blankenburg steht unter Denkmalschutz und alle Einzelgebäude aus den Jahren 1880 bis 1959 sind als Baudenkmal aufgenommen. 40 Meter der Straße sind der OKSTRA-Klasse N zugeordnet und unterstehen damit im Ausbau keine Kommunalstraße. | Kirche in Alt-Blankenburg · Feuerwache Alt-Blankenburg · Blick nach Westen zur Kirche                                                                                     |
| Am Feuchten Winkel (Lage)        | 0050 (im Ortsteil)               | benachbarte Kleingartenanlage                                               | 5. Juni 2001        | Der Name ist der Kleingartenanlage Feuchter Winkel (Nr. 15) angepasst, zu der die Straße führt. Der als Autobahnzubringer ausgebaute Ast der Straße liegt im Ortsteil Pankow, hierzu gehört die Tankstelle (Nr. 11). Der Durchgang zum Heinersdorfer Ast dieser Straße mit dem ehemaligen Bahnwerk (Nr. 21) ist um 2006 zugebaut worden. Die Straße setzt sich seit 2011 amtlich als Rostsperlingsweg (Privatstraße der Anlage) nach Norden in den Ortsteil hinein fort. | Am Feuchten Winkel, Grundstück Nr. 15 · Am Feuchten Winkel, die vormalige Durchführung (bis 2006) nach Heinersdorf                                                        |
| Am Fließ (Lage)                  | 0650                             | Am Fließ gelegen                                                            | vor 1920            | Verläuft parallel zum Fließgraben zwischen Gernroder und Ziegelstraße. | Am Fließ, Blick westwärts |
| Andenzeisigweg (Lage)            | 0130                             | Andenzeisig, Gattung innerhalb der Familie der Finken                       | 11. Mai 2011        | Diese Privatstraße, vormals Lilienweg, in der Anlage Blankenburg liegt als nördlichste Querverbindung (parallel südlich der Bahnhofstraße) in der Abteilung II zwischen Maronensperling- und Rostsperlingweg mit den Grundstücken 2–10 (gerade) und 3–9 (ungerade). | Andenzeisigweg vom Rostsperlingweg nach West gesehen. |
| Bahnhofstraße (Lage)             | 0920 (im Ortsteil)               | Bahnhof Blankenburg                                                         | um 1877             | Die Straße verläuft am Bahnhof vorbei und verbindet den Kern von Blankenburg mit Französisch-Buchholz. Bei der Aufschlüsselung der Wege in der Anlage Blankenburg wurden Grundstückszugänge der regilären Straße zugeordnet, so sind 70 Meter der Straße der OKSTRA-Klasse N zugeordnet und gehören damit im Ausbau nicht zur Gemeindestraße. Der Bahnhof aus den Jahren 1909 bis 1913 von der Königlichen Eisenbahnbauabteilung ist ein Baudenkmal, zudem steht das Bahnwärterhaus (Wohnhaus & Stall) auf der Denkmalsliste. | Der namensgebende Bahnhof Berlin-Blankenburg |
| Bartzeisigweg (Lage)             | 0130                             | Bartzeisig, eine Art aus der Familie der Finken                             | 11. Mai 2011        | Diese Privatstraßein der Anlage Blankenburg liegt als Querverbindung in der Abteilung II zwischen Maronensperling- und Rostsperlingweg mit den Grundstücken 2–14 (gerade) und 3–9 (ungerade). Der von den Anliegern vorher als Levkojenweg benannte Gartenweg befindet sich parallel zwischen Andenzeisig- und Fichtenzeisigweg. | Bartzeisigweg vom Maronensperlingweg nach Ost gesehen. |
| Blankenburger Chaussee (Lage)    | 0100 (im Ortsteil, nur westlich) | Chaussee aus Blankenburg kommend                                            | 1878                | Die Straße ist Teil der ehemaligen Heerstraße, die 1878 befestigt und deshalb als (Actien-)Chaussee umbenannt wurde. Im Ortsteil liegen westlich neben der Brückenrampe nur die Grundstücke 44/45 (vormals Plastteile-Fabrik, jetzt Recyclingfläche) vor der Blankenburger Laakebrücke und der Sellheimbrücke. Der Ortsteil schließt die Bahnlinie ein. | Blankenburger Chaussee, rechts im Bild die Brückenrampe im Hintergrund Oberleitungsmast der Bahnstrecke                                                                   |
| Blankenburger Pflasterweg (Lage) | 0900 (im Ortsteil)               | gepflasterte Straße aus Blankenburg kommend                                 | nach 1882           | Bis 1882 ist er von Malchow und Hohenschönhausen zur Blankenburger Dorfstraße als Blankenburger Weg überliefert. 1882 kaufte die Stadt Berlin die Rittergüter Blankenburg und Malchow, um Rieselfelder anlegen zu können. Dieser Verbindungsweg zwischen Blankenburg und Malchow wurde zunächst als Pflasterweg befestigt trägt aber wenigstens seit den 1980er Jahren eine Asphaltdecke. | Blankenburger Pflasterweg |
| Brockenweg (Lage)                | 0570                             | Brocken, Berg im Harz                                                       | 1920                | Im Adressbuch ist er 1929 aufgenommen. Er verläuft parallel zur Suderoder Straße zwischen der Mühlenstraße bis zum Golfplatz im Natur-Park Nord-Ost. | Brockenweg |
| Burgwallstraße (Lage)            | 1560                             | Slawischer Burgwall                                                         | vor 1920            | Sie liegt im Burgviertel parallel zur Bundesautobahn 114 zwischen der Bahnhofstraße und der Rudelsburgstraße, zu der sie vor der Laake abbiegt. Reste der vormaligen Slawenburg fanden sich auf dem Grundstück Burgwallstraße Nr. 76/77. | Burgwallstraße |
| Ditfurter Straße (Lage)          | 0230                             | Ditfurt, Ort im Harz                                                        | 9. Nov. 1926        | Sie liegt zwischen Sulzer und Urbacher Straße. | Ditfurter Straße |
| Eifelstraße (Lage)               | 0300                             | Eifel                                                                       | vor 1920            | Zwischen der Ilsenburg- und der Triftstraße sind alle Parallelstraßen nach deutschen Mittelgebirgen benannt. | Eifelstraße |
| Erlenzeisigweg (Lage)            | 0620                             | Erlenzeisig, eine Vogelart aus der Familie der Finken                       | 11. Mai 2011        | Eine Privatstraße, die in der Anlage Blankenburg in Süd-Nord-Richtung zwischen dem Wachtelgraben am Papstfink- und dem Malchower Fließgraben am Rotkardinalweg in der Abteilung V liegt. Die Grundstücke dieser Privatstraße sind 5–15 und 27, 31 (ungerade), sowie 6, 8 und 20–34 (gerade). Vor der amtlichen Einrichtung der Straßen im Jahr 2011 als Fasanenweg benannt. | Der Erlenzeisigweg vom Papstfinkweg nach Norden gesehen. |
| Fichtenzeisigweg (Lage)          | 0130                             | Fichtenzeisig, eine nordamerikanische Finkenart                             | 11. Mai 2011        | Diese vorher Holunderallee genannte Privatstraße in der Anlage Blankenburg liegt in der Abteilung II als Querverbindung zwischen Maronensperling- und Rostsperlingweg mit den Grundstücken 4–14 (gerade) und 3–11 (ungerade), die parallelen Wege sind Bartzeisig- und Gelbbauchzeisigweg. | Fichtenzeisigweg ist eine Privatstraße in Berlin-Blankenburg (Anlage Blankenburg) Hier vom Maronensperlingweg nach Ost gesehen.                                           |
| Flaischlenstraße (Lage)          | 0700                             | Flaischlen, in Berlin lebender württembergischer Mundartdichter             | 9. Juni 1933        | Vor 1920 bis 1933 hieß sie Römerstraße. Sie führt von der Freischützstraße zum Berliner Außenring an die Grenze zu Karow. Am 7. Juni 1957 erhielt der nördliche Karower Teil der Flaischlenstraße, jenseits der Bahnlinie, die Bezeichnung Straße 100. Knapp 40 Meter der Straße der OKSTRA-Klasse N zugeordnet und gehören damit im Ausbau nicht zur Gemeindestraße. | Flaischlenstraße |
| Frankensteinstraße (Lage)        | 0460                             | Frankenstein, Burg und Gemeinde in der Pfalz                                | vor 1920            | Die Straße im Burgviertel liegt südlich der Wolkenstein- und Königsteinstraße zwischen Flaischlen- und Rudelsburgestraße. | Frankensteinstraße |
| Frankenstraße (Lage)             | 0640                             | Franken, eine Region in Deutschland                                         | vor 1920            | Sie verläuft von der Flaischlenstraße nach Norden zum Bahngelände. Am 7. Juni 1957 wurde der nördlich vom Außenring gelegene Teil der Frankenstraße in die (Karower) Böttnerstraße einbezogen. | Frankenstraße |
| Freischützstraße (Lage)          | 0390                             | Freischütz, Operngestalt aus der Mittelalter-Romantik                       | vor 1920            | Sie liegt im Burgviertel parallel zwischen Oberon- und Scharfensteinstraße. | Freischützstraße |
| Fuchsammerweg (Lage)             | 0440                             | Fuchsammer, eine Vogelart aus der Familie der Ammern                        | 11. Mai 2011        | Diese Privatstraße in der Anlage Blankenburg liegt von der Fließgrabenbrücke nach Südost zwischen Rotkardinalweg und Heinersdorfer Straße / Schäferstege. Vor der amtlichen Benennung inoffiziell als Rotkehlchenweg der Gartenanlage bezeichnet. Zum Fuchsammerweg gehören die Grundstücke 1–37 (ungerade) und 2–34 (gerade), alle Privatstraßen der Anlage Blankenburg haben die Orientierungsnummerierung erhalten, die vorherige Bezeichnung war Rotkehlchenweg. | Fuchsammerweg von der Fließgrabenbrücke nach Südost · Der Fuchsammerweg vom Erlenzeisigweg nach Osten gesehen.                                                            |
| Gartenstraße (Lage)              | 0420                             | Garten, Grundstücksausläufer der hiesigen Gehöfte                           | vor 1911            | Die Straße verläuft zwischen Triftstraße und Friedhof nördlich hinter den Gehöften der vormaligen Dorfstraße. Die Straße war ursprünglich ein Communicationsweg (Gemeindeweg). Sie ist auf der Karte von 1911 eingezeichnet und war 1929 noch unbebaut. Die Gartenstraße 10, 12 und 14 gehören zum Gebäudeensemble des Baudenkmals Alt-Blankenburg. | Gartenstraße |
| Gelbbauchzeisigweg (Lage)        | 0130                             | Gelbbauchzeisig, Gattung innerhalb der Familie der Finken                   | 11. Mai 2011        | Diese Privatstraße in der Anlage Blankenburg liegt als Querverbindung mit den Grundstücken 2–14 (gerade) und 3–9 (ungerade) in der Abteilung II zwischen Maronensperling- und Rostsperlingweg und die Parallelwege sind Fichtenzeisig- und Goldzeisigweg. Die südlichen Grundstücke des Weges grenzen an den Fließgraben, der Goldzeisigweg somit in Abteilung I. Die von den Anliegern vor der amtlichen Namensvergabe genutzte Wegebezeichnung war Gladiolenweg. | Geldbbauchzeisigweg vom Maronensperlingweg nach Ost gesehen. |
| Georgenstraße (Lage)             | 0490                             | Emil David George (1807–1866), Grundeigentümer in Blankenburg               | vor 1911            | Sie ist eine Querstraße südlich des Karower Damms, die zum Fließgraben führt. 200 Meter der Straße sind der OKSTRA-Klasse F und damit im Ausbau für die Fußgängernutzung zugeordnet. | Georgenstraße |
| Gernroder Straße (Lage)          | 0390                             | Gernrode                                                                    | vor 1920            | Sie führt von Alt-Blankenburg südlich zur Suderoder Straße. Die Häuser Gernroder Straße 1–14 gehören zum Baudenkmal-Ensemble Alt-Blankenburg. | Gernroder Straße |
| Goldzeisigweg (Lage)             | 0400                             | Goldzeisig, eine nordamerikanische Zeisigart aus der Familie der Finken     | 11. Mai 2011        | Diese Privatstraße in der Anlage Blankenburg liegt als Querverbindung mit den Grundstücken 2–12 (gerade) und 5–15 (ungerade) zwischen Maronensperling- und Rostsperlingweg. Der Weg, vormals Dahlienweg, auf beiden Seiten vom Fließgraben gehört zu Abteilung I und Abteilung II. | Goldzeisigweg vom Maronensperlingweg nach Ost gesehen. |
| Grünkardinalweg (Lage)           | 1220                             | Grünkardinal, ein Singvogel aus der Familie der Tangaren                    | 11. Mai 2011        | Diese Privatstraße in der Anlage Blankenburg liegt ist eine breite Straße durch die Anlage, die vorher als breiter Fahrweg inoffiziell den Namen Malchower Weg trug, als Hauptweg zwischen Ost- und Westrand der Anlage ist er gepflastert. Seit dem Bau der Autobahn ist sie in Höhe der Durchflussstelle des Fließgrabens von der Verbindung nach Westen (An der Industriebahn) abgetrennt, besitzt jedoch eine Durchfahrt durch die Bahnlinie. Die unbefestigte Straße liegt dadurch zwischen Maronensperlingsweg und Heinersdorfer Straße. Östlich der Bahnlinie trennt der Weg die Abteilungen VII und VI der Gartenanlage. Jenseits der Heinersdorfer begrenzt eine nicht benannte Fortsetzung den südlichen Abschluss der Abteilung V. Die Namensgebung nach der Vogelart „Kardinal“ bezeichnet diese Straße als einen Hauptweg der Anlage. | Grünkardinalweg von Höhe Bahndurchfahrt nach Ost gesehen. · Autobahndurchfahrt des Grünkardinalwegs · Grünkardinalweg: unter der Bahnlinie nach Ost gesehen               |
| Gutenfelsstraße (Lage)           | 0280                             | Burg Gutenfels, oberhalb von Kaub                                           | vor 1920            | Sie liegt im Burgviertel parallel zwischen Heimburg- und Scharfensteinstraße. | Blick in die Gutenfelsstraße |
| Hartmutstraße (Lage)             | 0150                             | Hartmut, Held aus dem Gudrunlied                                            | vor 1920            | Sie liegt im Burgviertel parallel zwischen Rüdiger- und Herwigstraße. Knapp 40 Meter der Straße der OKSTRA-Klasse N zugeordnet und gehören damit im Ausbau nicht zur Gemeindestraße der RBS-Klasse V. | Hartmutstraße |
| Harzburger Straße (Lage)         | 0440                             | Bad Harzburg                                                                | vor 1911            | Sie liegt im Siedlungsgebiet nördlich des vormaligen Dorfes zwischen Lautentaler Straße und Ahornallee, führt allerdings nicht zum Karower Damm durch. | Harzburger Straße |
| Heimburgstraße (Lage)            | 0240                             | Burg Heimburg, Burgruine in der Stadt Blankenburg im Harz                   | vor 1920            | Sie liegt im Burgviertel zwischen Straße 7 und Gutenfelsstraße. | Heimburgstraße |
| Heinersdorfer Straße (Lage)      | 1250                             | Heinersdorf, Nachbarort im Süden                                            | 1878                | Bis 1878 als Heinersdorfer Weg Teil der Heerstraße von Berlin in die Uckermark, wurde sie 1878 mit der Befestigung der „Chaussee auf Aktien“ umbenannt. Sie liegt zwischen der Ortsteilgrenze in Verlängerung der Blankenburger Straße und dem Fließgraben, wo sie nach Norden von der Krugstege nach Alt-Blankenburg verlängert wird. Westlich liegt die Anlage Blankenburg, östlich befinden sich noch landwirtschaftliche Flächen und teilweise Grünland, bis in die 1960er Jahre befanden sich noch Rieselfelder. Die Rieselfelder lagen ursprünglich nördlich vom Schmöckpfuhl- und südlich vom Fließgraben auf beiden Seiten der Heinersdorfer Straße bis zur Berlin-Stettiner Eisenbahn. Bei der amtlichen Benennung der Straßen und Wege der Anlage Blankenburg wurden mehrere Parzellen auf der Weststraßenseite dem Heinersdorfer Weg zugeordnet, die vorher als Anlagenwege mit internen Namen geführt waren: Spechtsteg, Pirolsteg, Stieglitzsteg, Libellensteg und insbesondere der Bachstelzenweg der auf beiden Seiten am Binnengraben entlang von der Ecke Heinersdorfer Straße / Grünkardinalweg zur Ecke Purpurkardinal-/Papstfinkweg führt, wobei eine Umnummerierung der Grundstücke erfolgte. Bei der Aufschlüsselung der Wege in der Anlage Blankenburg wurden Grundstückszugänge der Heinersdorfer Straße zugeordnet, so sind 30 Meter der Straße der OKSTRA-Klasse N zugeordnet und gehören damit im Ausbau nicht zur Gemeindestraße. | |
| Herwigstraße (Lage)              | 0180                             | Herwig, Held aus dem Gudrunlied                                             | vor 1920            | Die Herwigstraße ist die südlichste der Parallelstraßen zwischen Burgwallstraße und Rudelsburgstraße im Burgviertel. | Herwigstraße |
| Ilsenburgstraße (Lage)           | 0990                             | Ilsenburg                                                                   | vor 1920            | Sie verläuft östlich parallel zur Stettiner Bahn und gehört zum Siedlungsgebiet nördlich des alten Dorfkerns. Sie geht im Süden in einen Fuß- und Fahrweg über, der neben dem Ilsenburggraben zur Bahnhofstraße führt. | Ilsenburgstraße, links der Bahndamm |
| Indigofinkweg (Lage)             | 0700                             | Indigofink, ein nordamerikanischer Singvogel aus der Familie der Kardinäle. | 11. Mai 2011        | Diese Privatstraße in der Anlage Blankenburg liegt in der Abteilung VII zwischen Rotkardinalweg und Heinersdorfer Straße. Die Grundstücke des vorher als Adlerweg bezeichneten Gartenwegs sind 1–61 (ungerade) und 2–54 (gerade) in Orientierungsnummerierung. | Der Indigofinkweg von der Heinersdorfer Straße nach Westen gesehen. |
| Jungbornstraße (Lage)            | 0960                             | Jungbrunnen, überlieferte Vorstellung vom Wunderbrunnen                     | vor 1920            | Parallel zur Kastanienallee führt sie in Nord-Süd-Richtung zwischen dem östlichen Ausgang des Dorfkerns und der Laake. 60 Meter der Straße sind der OKSTRA-Klasse N zugeordnet und gehören damit im Ausbau nicht zur Gemeindestraße. Das Haus Jungbornstraße 1 gehört zum Ensemble des Baudenkmals Alt-Blankenburg. | Jungbornstraße 1 |
| Kapsperlingweg (Lage)            | 0280                             | Kapsperling, eine Vogelart aus der Familie der Sperlinge                    | 11. Mai 2011        | Diese Privatstraße in der Anlage Blankenburg liegt als südliche Längsverbindung in der Abteilung I parallel zu Maronensperling- und Rostsperlingweg. Zugeordnet sind dem vorher als Asternweg benannten Gartenweg die Grundstücke 2–12 (gerade) und 3–11 (ungerade), begrenzt wird er zwischen südlichem Olivzeisig- und nördlichen Maskenzeisigweg. | Kapsperlingweg vom Olivzeisigweg nach Nord gesehen. |
| Kapuzenzeisigweg (Lage)          | 0360                             | Kapuzenzeisig, eine Vogelart aus der Familie der Finken                     | 11. Mai 2011        | Die Privatstraße in der Anlage Blankenburg liegt als Querverbindung in der Abteilung I zwischen (autobahnseitig) Maronensperling- und (bahnseitig) Rostsperlingweg mit den Grundstücken 4, 10 (gerade) und 1, 3, 5 (ungerade). Der Verlauf des Weges liegt auf der vormaligen Trasse der Industriebahn, entsprechend war der vorherige inoffizielle Name in der Anlage ebenfalls An der Industriebahn. | Kapuzenzeisigweg vom Maronensperlingweg nach Ost gesehen, nordseitig der vormaligen Industriebahnstrecke.                                                                 |
| Karower Damm (Lage)              | 0910                             | Karow, nördlicher Nachbarort                                                | 1878                | Bis 1878 der Karower Weg, Teil der Heerstraße von Berlin in die Uckermark. Mit der Befestigung zur Chaussee auf Aktien umbenannt, bezeichnet „Damm“ jetzt die Befestigung gegen den feuchten Untergrund. Seit dem Bau der Brückenrampe zur Sellheimbrücke und der Blankenburger Laake-Brücke sind die östlich anliegenden Grundstücke nur über seitliche Zufahrtswege auf Geländeniveau zu erreichen. Diese Zufahrt heißt ebenfalls Karower Damm. Die westlichen Grundstücke gehören im Ortsteil bereits zur Blankenburger Chaussee (in Karow). | Karower Damm, der Fahrweg zu den Grundstücken unterhalb der Zufahrt zur Sellheimbrücke · Karower Damm von der Sellheimbrücke aus                                          |
| Kastanienallee (Lage)            | 1070                             | Kastanie                                                                    | vor 1911            | Sie liegt zwischen der Garten- (am Eingang zum Friedhof) und der Urbacher Straße im Siedlungsgebiet nördlich des Dorfkerns. | Feierhalle im Friedhof an der Kastanienallee |
| Kirchstraße (Lage)               | 0490                             | Vermutlich nach dem Flurstück ‚Kirchacker‘                                  | vor 1911            | Sie verläuft zwischen der Georgen- und Ziegelstraße in Ost-West-Richtung, kreuzt die Mühlenstraße und gehört zu den alten Wirtschaftswegen südlich vom Karower Damm. | Kirchstraße, westlich der Mühlenstraße |
| Klagenfurter Straße (Lage)       | 0430                             | Klagenfurt, Hauptstadt des österreichischen Bundeslandes Kärnten            | 9. Nov. 1926        | Vorher als Straße 57 bezeichnet, zweigt sie vom Lindenberger Weg als Querstraße parallel zur Straße 56 ab, kreuzt die Villacher Straße und die Straße 26 und endet am Berliner Außenring. Sie ist nur auf der westlichen Seite bebaut. | Klagenfurter Straße |
| Kokosfinkweg (Lage)              | 0620                             | Kokosfink, Tangaren sind eine Familie in der Ordnung der Sperlingsvögel     | 11. Mai 2011        | Diese Privatstraße in der Anlage Blankenburg liegt in der Abteilung VII zwischen Rotkardinalweg und Heinersdorfer Straße. Vor der Benennung von 2011 mit dem Anlagennamen als Mövenweg geführt, gehören jetzt die Grundstücke 1–53 (ungerade) und 4–46 (gerade) zum Kokosfinkweg. | Der Kokosfinkweg vom Purpurkardinalweg nach Osten gesehen. |
| Königsteinstraße (Lage)          | 0450                             | Königstein, Markt in der Oberpfalz                                          | vor 1920            | Sie liegt südlich parallel der Frankensteinstraße und der Laake im Burgviertel. | Königsteinstraße |
| Korsikazeisigweg (Lage)          | 0310                             | Korsikazeisig, eine Art aus der Familie der Finken                          | 11. Mai 2011        | Diese Privatstraße in der Anlage Blankenburg liegt mit den Grundstücken 2–6, 10 (gerade) und 3, 5, 7 (ungerade) parallel zum südlicheren Magellanzeisigweg, selbst aber südlicher als der schräglaufende Kapuzenzeisigweg in der Abteilung I der Anlage. | Korsikazeisigweg vom Maronensperlingweg nach Ost gesehen. |
| Krontaler Straße (Lage)          | 0310 (im Ortsteil)               | Kronthal, Mineralbad und Luftkurort                                         | 1926                | Die Straße liegt entlang der Panke an der Blankenburger Ortsteilsgrenze zu Französisch-Buchholz und geht an der Flaischlen-(Eisenbahn-)brücke im Ortsteil Karow weiter. Sie ist im Ortsteil ein Teil des Pankewanderweges. Die Straße war bereits auf dem Berliner Stadtplan von 1926 als Kronentaler Straße eingezeichnet. Im Berliner Adressbuch wurde sie erst ab 1927 genannt. Beim Bau des Berliner Außenringes wurde die Straße etwas nach Westen an den Pankelauf verlegt, sodass sie gemeinsam mit dem Fließ an der Flaischlenbrücke unter der Bahnstrecke durchgeführt wird. | Eisenbahnbrücke (Flaischlenbrücke) am Übergang der Krontaler Straße zum Ortsteil · Krontaler Straße im südlichen Ast                                                      |
| Krugstege (Lage)                 | 0210                             | Stege auf der Seite des Dorfkrugs                                           | 1926                | Wie in vielen Dörfern nördlich Berlins hat die Dorfstraße durch die Kirche eine Ost-West-Lage, während die Fernverbindungen von Berlin aus in Nord-Süd-Richtung liegen. So biegt die Krugstege am westlichen Dorfende nach Süden und geht in die Heinersdorfer Straße über. Ihre nördliche Fortsetzung ist die Priesterstege, die in die Triftstraße übergeht. Die Straße wurde im Berliner Adressbuch erstmals 1926 genannt. Das Kinderhaus ‚Janusz Korczak‘ (ehemals: Heimstätte Blankenburg) in der Krugstege 2 ist als Gesamtanlage ein Baudenkmal. | Einkaufszentrum Krugstege in Blickrichtung Bahnhofstraße · Krugstege von Alt-Blankenburg nach Süd                                                                         |
| Lautentaler Straße (Lage)        | 0700                             | Lautenthal, Stadt im Kreis Goslar                                           | 9. Nov. 1926        | Vorher als Straße 37 geführt, war sie 1929 noch unbebaut. Sie liegt zwischen der Garten- und der Sulzerstraße, parallel zur Thaler Straße. | Lautentaler Straße |
| Lindenberger Weg (Lage)          | 1000 (im Ortsteil)               | Lindenberg, nordöstlicher Nachbarort                                        | nach 1750           | Der Name ist überliefert als alter Verbindungsweg zwischen Blankenburg und Lindenberg. Er führt vom Karower Damm ab nach Osten und wird seit dem Bau des Berliner Außenring durch dessen Bahndamm unterbrochen. Dahinter geht er dann über die Ortsteilsgrenze auf Malchower Gebiet weiter. Von den benachbarten Malchower Dorfbewohnern wurde er als „Böhm'scher Weg“ bezeichnet. | Lindenberger Weg · Lindenberger Weg nahe Karower Damm |
| Magellanzeisigweg (Lage)         | 0070                             | Magellanzeisig, eine Art aus der Unterfamilie der Stieglitzartigen          | 11. Mai 2011        | Diese Privatstraße in der Anlage Blankenburg liegt in der Abteilung I zwischen Rostsperling- und Maronensperlingweg. Nördlich liegt der Korsikazeisigweg parallel und südlich der Maskenzeisigweg. Die Straße mit den Grundstücken 1–15 und 4–12 trug zuvor die Bezeichnung Bananenweg. | Magellanzeisigweg vom Maronensperlingweg nach Ost gesehen. |
| Marie-Grünberg-Straße (Lage)     | 0370                             | Marie Grünberg, die jüdische Mitmenschen versteckte                         | 12. Nov. 2016       | Der vorherige Name war Straße 46. Die Marie-Grünberg-Straße verlängert die Mittelstraße ab der Georgen-, über die Mühlen- bis zur Ziegelstraße, südlich der Suderoder Straße. | Marie-Grünberg-Straße |
| Maronensperlingweg (Lage)        | 2180                             | Maronensperling, gehört zu den Sperlingsarten                               | 11. Mai 2011        | Diese Privatstraße in der Anlage Blankenburg liegt in der Abteilung III nördlich der Bahnhofstraße parallel westlich vom Wüstensperlingsweg, wobei alle Querwege, wie der vormalige Erikaweg, als Zuführung zu den Grundstücken unter dem Namen Maronensperlingweg geführt sind. Diese befestigte Privatstraße mit den Grundstücken 2–234 (gerade) setzt sich direkt östlich an der Autobahn entlang südlich der Bahnhofstraße in die Abteilung II und südlich vom Fließgraben in die Abteilung I fort. Die breite Fahrstraße wurde mit dem Autobahnbau angelegt, wobei Gartengrundstücke verloren gingen, in der Anlage trug er deshalb vor der amtlichen Benennung die Bezeichnung Hauptweg. Nördlich der Bahnhofstraße in Abteilung III wurden mit dem vormaligen Hauptweg auch die östlichen Seitenwege (von Süd nach Nord): Rotdorn-, Rosen-, Tulpen-, Tannen-, Ulmenweg einbezogen, die zum Wüstensperlingweg führen und entsprechend in den Grundstücken umnummeriert sind. | Maronensperlingweg von der Bahnhofstraße nach Süd gesehen. · Straßenschild an der Bahnhofstraße                                                                           |
| Maskenzeisigweg (Lage)           | 0070                             | Maskenzeisig, eine Art aus der Unterfamilie der Stieglitzartigen            | 11. Mai 2011        | Diese vorher als Apfelweg bezeichnete Privatstraße in der Anlage Blankenburg liegt als Querverbindung in der Abteilung I zwischen Maronensperling- und Rostsperlingweg mit den Grundstücken 2–10 (gerade) und 3–11 (ungerade). Im Norden liegt parallel der Magellanzeisig- und im Süden der Mexikozeisigweg. | Maskenzeisigweg vom Maronensperlingweg nach Ost gesehen. |
| Meisengimpelweg (Lage)           | 0330                             | Meisengimpel, eine Vogelart aus der Familie der Finken                      | 11. Mai 2011        | Diese Privatstraße in der Anlage Blankenburg liegt in der Abteilung IV. Die Lage entspricht dem vorherigen inoffiziell als Ameisenweg bezeichneten Verlauf und liegt unmittelbar am Nordufer des Fleßgrabens entlang westlich und östlich der Schäferstege am Ostende bis an die Kreuzung Bahnhof-/Heinersdorfer Straße. Die Namenswahl entspricht dem weiter westwärts am Südrand der Abteilung IV liegenden Pirolgimpelweg. Da Grundstücke vorwiegend nordwärts vom Wege liegen bestehen die Grundstücke 3–31 (ungerade) – wobei statt 13 eine 11a existiert – lediglich am östlichen Wegeende, das sich vom Fließgraben entfernt sind 26–30 (gerade) vergeben. 200 Meter der Straße sind der OKSTRA-Klasse F und damit im Ausbau für die Fußgängernutzung zugeordnet. | Der Meisengimpelweg ostwärts von der Schäferstege über den Fließgraben hinweg gesehen.                                                                                    |
| Mexikozeisigweg (Lage)           | 0140                             | Mexikozeisig, eine Vogelart aus der Unterfamilie der Stieglitzartigen       | 11. Mai 2011        | Diese Privatstraße in der Anlage Blankenburg liegt als Querverbindung im Süden der Abteilung I zwischen Maronensperling- und Rostsperlingweg mit den Grundstücken 2–12 (gerade) und 3–11 (ungerade). Er liegt parallel zum südlicher liegenden Olivzeisigweg, der die Anlage nach Süden abschließt. | Mexikozeisigweg vom Rostsperlingweg nach West gesehen. |
| Mittelstraße (Lage)              | 0400                             | Mittelweg, zwischen Park- und Suderoder Straße                              | vor 1911            | Die Straße liegt zwischen Am Fließ (nördlicher Ast) und der Georgenstraße und führt als Marie-Grünberg-Straße weiter. | Mittelstraße |
| Morgenammerweg (Lage)            | 0460                             | Morgenammer, eine Vogelart aus der Familie der Ammern                       | 11. Mai 2011        | Diese Privatstraße in der Anlage Blankenburg liegt zwischen Safranammerweg und Heinersdorfer Straße über die schäferstege hinweg, der vorherige Name des Anlagenweges war Habichtweg. Bei der Widmung des Gartenwegs zur Privatstraße wurden 130 Meter der OKSTRA-Klasse N zugeordnet und unterliegen damit im Ausbau nicht den Bedingungen einer Gemeindestraße. | |
| Mühlenstraße (Lage)              | 0770                             | Die Mühle befand sich am Lindenberger Weg                                   | vor 1911            | Als alter Wirtschaftsweg liegt sie südlich zwischen Lindenberger Weg und dem Fließgraben Ecke Ziegelstraße. | Mühlenstraße |
| Oberonstraße (Lage)              | 0280                             | Oberon, der Elfenkönig und Operngestalt                                     | vor 1920            | Sie liegt im Burgviertel parallel zur Freischütz- und Rheinfelsstraße. | Oberonstraße |
| Okertalstraße (Lage)             | 0430                             | Okertal                                                                     | vor 1920            | Sie verläuft zwischen der Brockenstraße über den Lindenberger Weg zum Berliner Außenring. Sie ist bereits auf der Karte von 1920 eingezeichnet und im Berliner Adressbuch ab 1929 genannt. Allerdings wurde sie bis 1932 wohl mit einem Tippfehler als Ockertalstraße geführt. | Okertalstraße vom Lindenberger Weg nach Süden |
| Olivzeisigweg (Lage)             | 0150                             | Oliveisig, Gattung innerhalb der Familie der Finken                         | 11. Mai 2011        | Diese Privatstraße in der Anlage Blankenburg liegt als Querverbindung in der Abteilung I zwischen Maronensperling- und Rostsperlingweg mit den Grundstücken 2–8 (gerade) und 3–13 (ungerade). Der Weg ist der südliche Abschluss der Abteilung Zum Feuchten Winkel und setzte sich bis um 2010 durch den Bahndamm ostwärts zu Am Graben fort, bevor diese Durchfahrt bei Bahnarbeiten beseitigt wurde. Der Name des Anlagenweges am Pankower Zugang war Anemonenweg. | Olivzeisigweg vom Maronensperlingweg nach Ost gesehen. |
| Papstfinkweg (Lage)              | 0770                             | Papstfink, nordamerikanischer Singvogel aus der Familie der Kardinäle       | 11. Mai 2011        | Diese Privatstraße in der Anlage Blankenburg liegt mit den Grundstücken 3–71 (ungerade) und 4–54 (gerade) zwischen der Bahnunterführung am Rotkardinalweg und der Heinersdorfer Straße in der Abteilung VI der Anlage, über die Heinersdorfer Straße hinweg führt er in die Abteilung V. Nach Westen durch die Bahnunterführung setzt ihn der Goldzeisigweg fort. Teilweise auf dem Zug des vormaligen Kuckuckswegs liegt er auf beiden Seiten des Wachtelgrabens, die Fortsetzung nach Südost hieß vorher Eulenhorstweg. Die Fortsetzung bis zur KGA Märchenland, die zum größten Teil in der Stadtrandsiedlung Malchow liegt, ist der Rübezahlweg. | Der Papstfinkweg vom Rotkardinalweg nach Osten gesehen, nördlich am Wachtelgraben.                                                                                        |
| Parkstraße (Lage)                | 0540                             | östlich gelegener Park des (heutigen) Kinderheims an der Krugstege          | vor 1911            | Die Straße liegt zwischen dem nördlichen Ufer des Fließgrabens in Höhe des Kinderheimes und der Mühlenstraße und parallel zwischen Mittelstraße und dem südlichen Ast von Am Fließgraben. | Parkstraße · Parkstraße von der Mühlenstraße aus |
| Pirolgimpelweg (Lage)            | 0370                             | Pirolgimpel, eine kleine Art aus der Unterfamilie der Stieglitzartigen      | 11. Mai 2011        | Diese Privatstraße in der Anlage Blankenburg liegt in Abteilung IV mit den Grundstücken 3–29 (ungerade) und 2–28 (gerade) zwischen Rohrammerweg und Rotkardinalweg. Durch den U-förmigen Verlauf werden Grundstücke südlich vom Waldammerweg und dem Fließgraben erschlossen. Bei der Benennung der Straßen in der Anlage wurde so der westliche Abschnitt des vormaligen Hummelwegs und der östliche Abschnitt des vormaligen Grillenwegs zusammengefasst. | Pirolgimpelweg von der Fließgrabenbrücke der südliche Weg am Graben entlang                                                                                               |
| Priesterstege (Lage)             | 0150                             | Stege, westlich des Dorfangers nach Norden                                  | vor 1926            | Der Straßenname ist erstmals im Berliner Adressbuch 1926 aufgeführt. Sie setzt am westlichen Dorfausgang die Krugstege nach Norden zur Gartenstraße fort und geht in den Triftweg über. | Priesterstege |
| Purpurkardinalweg (Lage)         | 0990                             | Purpurkardinal, eine Vogelfamilie aus der Ordnung der Sperlingsvögel        | 11. Mai 2011        | Diese Privatstraße in der Anlage Blankenburg liegt zwischen Heinersdorfer Straße / Ecke Schäferstege am Nordende des Weges und dem Spechtfinkweg am Südrand der Anlage und erschließt die Ostseite der Anlage mit den Abteilungen V, VI und VII, durch seine Lage und Länge längs durch die Anlage wurde er ebenfalls nach einer Art der Kardinäle benannt. Bei der amtlichen Benennung wurden der nördliche am Wachtelgraben liegende Wachelsteg, mit dem südlich anschließenden Kranichweg und dessen östlicher Abzweigung zum Bienengraben, der Schmetterlingsweg, zusammengefasst. Am südlichen Teil verläuft der Weg am Ostufer des Wildentengrabens. | |
| Reisfinkweg (Lage)               | 0480                             | Reisfink, eine Art aus der Familie der Prachtfinken                         | 11. Mai 2011        | Diese Privatstraße in der Anlage Blankenburg liegt mit den Grundstücken 2–46 (gerade) und 3–41 (ungerade) in Abteilung VI zwischen Purpurkardinalweg und Rotkardinalweg, parallel zum nördlicheren Papstfinkweg. Die Straße hieß vorher inoffiziell westlich vom Rosenbauchfinkweg Amselsteg und östlich davon Saatkrähenweg. Die versetzte Weiterführung des Weges (Schmetterlingsweg) zum Bienengraben hin ist dem Purpurkardinalweg zugeordnet. | Der Reisfinkweg vom Purpurkardinalweg nach Westen gesehen. |
| Rheinfelsstraße (Lage)           | 0240                             | Rheinfels                                                                   | vor 1920            | Sie liegt im Burgviertel und ist die nördliche Parallelstraße der Oberonstraße. | Rheinfelsstraße |
| Rhönstraße (Lage)                | 0450                             | Rhön, vulkanisches Mittelgebirge                                            | vor 1920            | Die Straße liegt östlich der Stettiner Bahn zwischen Ilsenburg- und Triftstraße, parallel zur Schwarzwald- und Eifelstraße. Die Rhönstraße hat eine Durchführung unter der Stettiner Bahn zur Straße 7. | Rhönstraße |
| Rohrammerweg (Lage)              | 0800                             | Rohrammer, eine Vogelart aus der Familie der Ammern                         | 11. Mai 2011        | Diese Privatstraße in der Anlage Blankenburg liegt in der Abteilung IV und schließt östlich der Bahnlinie an die Bahnhofstraße an, nach Süden führt sie über den Fließgraben in die Abteilung V bis zum Papstfinkweg. Die Grundstücke des Weges sind 4–54 (gerade) und 3–79 (ungerade), dabei werden die in der Abteilung IV westlich zur Bahnlinie bzw. dem Ilsenburggraben liegenden ebenfalls vom Rohrammerweg erschlossen. Die vorherigen Namen waren für den breiten Fahrweg von der Bahnhofstraße nach Süden Lindenallee, die westlich liegenden Abschnitte von Hummel- und Grillenweg sowie Am Graben wurden einbezogen. Südlich vom Fließgraben wurde der Sängerweg, der südwestwärts führt, einbezogen. | Rohrammerweg: Blick von der Bahnhofstraße in den befahrbaren Gartenweg · Der Rohrammerweg vom Papstfinkweg nach Nordenen gesehen                                          |
| Rosenbauchfinkweg (Lage)         | 0490                             | Rosenbauchfink, eine Vogelfamilie aus der Ordnung der Sperlingsvögel        | 11. Mai 2011        | Diese Privatstraße in der Anlage Blankenburg liegt in der Abteilung VII und VI zwischen Papstfink- und Spechtfinkweg. Die Grundstücke 3–43 (ungerade) und 4–38 (gerade) sind in Orientierungsnummerierung dem Weg, vormals Lerchenweg, zugeordnet. Der Weg kreuzt den Malchower Weg (heute Grünkardinalweg) und begrenzt den Kulturhaus- und Festplatz nach Westen. | Rosenbauchfinkweg vom Grünkardinalweg nach Nord gesehen, rechts im Bild der Festplatz der Anlage · Der Rosenbauchfinkweg vom Indigofinkweg nach Norden gesehen            |
| Rostsperlingweg (Lage)           | 1210                             | Rostsperling, eine Vogelart aus der Familie der Sperlinge                   | 11. Mai 2011        | Diese Privatstraße in der Anlage Blankenburg liegt in den Abteilungen I und II zwischen Bahnhofstraße und Am Feuchten Winkel an der Westseite der Bahnlinie entlang. Vom Weg geht eine Bahnunterführung zum Grünkardinalweg hindurch. Im Gegensatz zum breiten Zufahrtsweg des an der Autobahn westwärts parallel gelegenen Maronensperlingswegs ist es ein teilweise nur schmaler Gartenweg, der hier den Zugang zu den Grundstücken 3–121 (ungerade) bietet, die nicht existenten geraden Grundstücke würden auf dem Bahngelände liegen. An der Bahnhofstraße liegt die Rudelsburgstraße gegenüber, die sich zwischen Abteilung III der Anlage und Bahnlinie befindet. | Rostsperlingweg vom Olivzeisigweg nach Nord gesehen · Rostsperlingweg von der Bahnhofstraße nach üd gesehen, links im Bild Bahndamm                                       |
| Rotkardinalweg (Lage)            | 1610                             | Rotkardinal, eine Vogelart aus der Familie der Kardinäle                    | 11. Mai 2011        | Diese Privatstraße in der Anlage Blankenburg liegt mit den Grundstücken 4–78 (gerade) auf der Südseite des Fließgraben und im südlichen Abschnitt östlich entlang der Trasse der vormals hier gelegenen Abschnitte der Industriebahn Tegel-Friedrichsfelde, sodass die ungerade Seite unbelegt bleibt. Im Norden endet der Weg am Erlenzeisigweg, da die Fortsetzung am Südufer des Fließgrabens – vormals mit inoffiziellen Namen als Fasanenweg bezeichnet – in der Renaturierungsanlage des Fließgrabens liegt. Nach Westen von hier entlang am Südufer des Fließgrabens und der Industriebahn war der vorherige Name Falkensteg, im Süden endete dieser und die heutige Straße am Spechtfinkweg am Nordufer des Schmöckpfuhlgrabens. Der vormalige Falkensteg führte über den Schmöckpfuhlgraben und verlief noch ostwärts bis an die Fafnerstraße. Die Grundstücke gehören von Nord nach Süd bis zum Safranammerweg (vormals: Drosselweg) zur Abteilung V, bis Grünkardinalweg (vormals: Malchower Weg) zur Abteilung VI der Anlage und im Weiteren zu Abteilung VII. Die drei nach Kardinälen benannten Straßen sind Hauptwege, der Rotkardinalweg erschließt die Abteilungen östlich der Bahnlinie. | Rotkardinalweg von der nördlichen Fließgrabenbrücke in Richtung Südwest · Rotkardinalweg vom Grünkardinalweg Höhe Bahndurchfahrt nach Süd gesehen                         |
| Rudelsburgstraße (Lage)          | 1980                             | Rudelsburg, Burgruine an der Saale                                          | vor 1920            | Sie gehört zum ‚Burg-Viertel‘ und liegt westlich entlang der Stettiner Bahn bis zum Abzweig der Linie S8 zum Berliner Außenring, parallel auf der östlichen Seite der Bahnlinie liegt die Ilsenbrgstraße. Am 7. Juni 1957 wurde der zwischen der Neustädter Straße und dem nördlichen Außenring der Reichsbahn gelegene Teil der Rudelsburgstraße abgetrennt und in die Boenkestraße (Ortsteil Karow) einbezogen. | Rudelsburgstraße im südlichen Teil · Rudelsburgstraße im nördlichen Teil                                                                                                  |
| Rüdigerstraße (Lage)             | 0170                             | Rüdiger von Bechelaren, Held aus dem Nibelungenlied                         | vor 1920            | Die Rüdigerstraße zwischen Burgwall- und Rudelsburgstraße liegt im Burgviertel, parallel zur Hartmutstraße und Straße 47. | Rüdigerstraße |
| Safranammerweg (Lage)            | 0650                             | Safrangilbtangare, eine Vogelart aus der Familie der Ammern                 | 11. Mai 2011        | Diese Privatstraße, vor der Umbenennung als Drosselweg, in der Anlage Blankenburg setzt vom Fließgraben ostwärts den Rohrammerweg fort. Sie liegt zwischen Rotkardinalweg und über die Heinersdorfer Straße mit den Grundstücken 4–62 (gerade) und 3–41 (ungerade). Zwischen Rotkardinal- und Erlenzeisigweg trennt der Weg die nördliche Abteilung V von der südlicheren Abteilung VI und liegt weiter nach Osten in der Abteilung V der Anlage, dabei begrenzt der Weg östlich der Heinersdorfer Straße die dortige Fläche von Abteilung V nach Norden. Die Namenswahl nach der Vogelart Ammer ist typisch für die Wege im Nordosten. | Der Safranammerweg vom Erlenzeisigweg nach Westen gesehen. |
| Schäferstege (Lage)              | 1050                             | Stege zur Schäferei, im vormaligen Rittergut                                | vor 1928            | Die Straße liegt zwischen der Heinersdorfer Straße und der Begrenzung des heutigen Altenpflegeheims, das auf dem Gelände des Rittergutes Blankenburg (östlich des Dorfkerns) errichtet ist. Die Bezeichnung Stege verweist auf das alte Wirtschaftsstraßensystem und die Lage parallel zur Krug- und Priesterstege. Der Abschnitt südlich der Bahnhofstraße wurde erst 2011 mit den Straßenbenennungen in der Anlage Blankenburg amtlich benannt. Dabei ist ein Teilstück südlich vom Fließgraben nicht öffentlich zugänglich, da es über das Gelände der Renaturierungsanlage für die Säuberung des Fließgrabens führt, die zunächst breite unbefestigte Straße ist deshalb am Fließgraben durch große Findlinge abgesperrt. | Schäferstege |
| Scharfensteinstraße (Lage)       | 0310                             | Burgruine Scharfenstein im Rheingau                                         | vor 1920            | Sie liegt im Burgviertel parallel zwischen Freischütz- und Gutenfelsstraße. | Scharfensteinstraße |
| Schneeammerweg (Lage)            | 0410                             | Schneeammer, eine Vogelart aus der Familie der Ammern                       | 11. Mai 2011        | Diese Privatstraße in der Anlage Blankenburg liegt mit den Grundstücken 4–36 (gerade) und 3–35 (ungerade) in der Abteilung V zwischen Purpurkardinalweg und Rotkardinalweg, sie liegt parallel zum nördlicheren Fuchsammer und dem südlicheren Singammerweg. Die Straße ist am Erlenzeisigweg in der östlichen Fortsetzung etwas nach Süden versetzt. Diese Führung entspricht der vorherigen Anlage, wobei der inoffizielle Name im westlichen Abschnitt Nachtigallensteg und im östlichen Nachtigallenweg war. | |
| Schneefinkweg (Lage)             | 0630                             | Schneefink, eine Vogelart aus der Familie der Sperlinge                     | 11. Mai 2011        | Diese Privatstraße in der Anlage Blankenburg liegt in Nord-Süd-Richtung teilweise als schmaler Gartenweg zwischen Spechtfink- und Papstfinkweg in der Abteilung VI und VII. Die Grundstücke 1–31, 41 (ungerade) und 2–10, 22 (gerade) liegen am vorher als Goldhähnchenweg geführten Gartenweg. | Schneefinkweg die schmale Fortsetzung vom Grünkardinalweg nach Nord gesehen. · Der Schneefinkweg nach Norden gesehen vom Eckpunkt des Spechtfink- mit dem Rotkardinalweg. |
| Schwarzwaldstraße (Lage)         | 0160                             | Schwarzwald                                                                 | vor 1920            | Sie liegt zwischen Ilsenburg- und Triftstraße und nördlich der Rhönstraße. | Schwarzwaldstraße |
| Schwirrammerweg (Lage)           | 0490                             | Schwirrammer, kleiner Sperlingsvogel aus der Familie der Ammern             | 11. Mai 2011        | Diese Privatstraße in der Anlage Blankenburg liegt mit den Grundstücken 4–46 (gerade) und 3–43 (ungerade) in Abteilung VI zwischen Purpurkardinalweg und Rotkardinalweg, sie liegt parallel zum nördlicheren Wiesenammer- und dem südlicheren Grünkardinalweg. Die Straße hieß vorher inoffiziell westlich vom Rohrammerweg Reihersteg und östlicher Elstersteg. Die Weiterführung des Weges über den Wachtelgraben hinweg ist der Heinersdorfer Straße zugeordnet. | Der Schwirrammerweg vom Erlenzeisigweg nach Osten gesehen. |
| Singammerweg (Lage)              | 0400                             | Singammer, eine Vogelart aus der Familie der Ammern                         | 11. Mai 2011        | Diese Privatstraße in der Anlage Blankenburg liegt mit den Grundstücken 4–36 (gerade) und 1–35 (ungerade) in der Abteilung V zwischen Purpurkardinalweg und Rotkardinalweg, sie liegt parallel zum nördlicheren Schneeammer- und dem südlicheren Safranammerweg. Die Straße ist am Erlenzeisigweg in der östlichen Fortsetzung etwas nach Süden versetzt. Diese Führung entspricht der vorherigen Anlage, wobei der inoffizielle Name im westlichen Abschnitt Finkensteg und im östlichen Finkenweg war. Für die Weiterführung des Weges über den Wachtelgraben hinweg sind die Grundstücke zur Heinersdorfer Straße zugeordnet. | Der Singammerweg vom Erlenzeisigweg nach Westen gesehen. |
| Spechtfinkweg (Lage)             | 0600                             | Spechtfink, Tangaren sind eine Familie in der Ordnung der Sperlingsvögel    | 11. Mai 2011        | Diese Privatstraße in der Anlage Blankenburg liegt in der Abteilung VII zwischen Rotkardinalweg und Heinersdorfer Straße. Er liegt am südlichen Abschluss der Anlage nahe der Ortsteilgrenze zu Heinersdorf parallel zu den nördlichen Grundstücken der Fafnerstraße hin mit den Grundstücken 1–59 (ungerade) und 30–34 (gerade). Der vorherige Name war Kiebietzweg, zudem wurde der zwischen Schneefink- und Rosenbauchfinkweg liegende Rotkehlchenweg einbezogen. | Der Spechtfinkweg vom Purpurkardinalweg nach Westen gesehen. |
| Straße 7 (Lage)                  | 0270                             | nummeriert und noch unbenannt                                               | vor 1925            | Sie liegt im Burgviertel zwischen der Burgwall- und Rudelsburgstraße, parallel zu Heimburgstraße und Straße 47. Durch den Durchgang unter der Stettiner Bahn hat sie Anschluss an die Rhönstraße. | Straße 7 |
| Straße 18 (Lage)                 | 0310                             | nummeriert, noch ohne Namen                                                 | vor 1925            | Sie verlängert die Garten- über die Triftstraße hinweg nach Westen bis zur Ilsenburgstraße und liegt nördlich des ehemaligen Ritterguts. | Straße 18 |
| Straße 24 (Lage)                 | 0050                             | nummeriert, noch ohne Namen                                                 | vor 1925            | Sie ist eine kurze Nebenstraße der Mühlenstraße, liegt parallel zur Straße 26 und 27 und führt nach Westen auf Ackerfläche. Die Straße ist der OKSTRA-Klasse F und damit im Ausbau für die Fußgängernutzung zugeordnet. | Straße 24 |
| Straße 26 (Lage)                 | 0480                             | nummeriert, noch ohne Namen                                                 | vor 1925            | Straße 26 verlängert die Treseburger Straße östlich des Karower Damms über die Straße 56 und die Klagenfurter Straße bis an den Berliner Außenring an der Ecke Okertalstraße. Der Abschnitt westlich der Kreuzung mit der Klagenfurter Straße ist unbebaut und unbefestigt. Sie liegt parallel zur Straße 27. | Straße 26, nach Westen gesehen |
| Straße 27 (Lage)                 | 0120                             | nummeriert, noch ohne Namen                                                 | vor 1925            | Die unbefestigte Straße mit beidseitigen Banketten begrenzt die Straße 56 nördlich. An der Ecke Klagenfurter Straße endet sie durch den Berliner Außenring. Am westlichen Ende stößt sie an die Brückenrampe zur Sellheimbrücke, so führt nur ein Fahrweg zum Karower Damm, der an der Straße 26 wieder niveaugleich ist. 90 Meter des ansonsten amtlich als Straße (RBS-Klasse: STRA) eingeordneten Verkehrsweges sind der OKSTRA-Klasse N zugeordnet und unterliegen damit im Ausbau nicht den Bedingungen einer Gemeindestraße. | Straße 27 |
| Straße 28 (Lage)                 | 0090                             | nummeriert, noch ohne Namen                                                 | vor 1925            | Die Straße 28 liegt auf Blankenburger Gebiet nordwestlich vom Berliner Außenring und endet beidseits der Straße 33 in Ackerland. | Straße 28 |
| Straße 31 (Lage)                 | 0200                             | nummeriert, noch ohne Namen                                                 | vor 1925            | Die Straße 31 führt quer zur Straße 33 bis an den Berliner Außenring. Wohl bei dessen Bau wurde die Verlängerung der Okertalstraße nördlich der Bahn einbezogen, sodass Straße 31 mit einer rechtwinkligen Biegung die dort liegenden Eigenheime erschließt. Mit einem weiteren Ast nach Osten schließt sie am Beginn der Straße 50 (die sich nach Karow fortsetzt) wiederum an die Straße 33 an. Vom südlichen unbebauten Straßenteil stellt eine Fußgängerbrücke über die Bahnstrecke zum Lindenberger Weg Ecke Straße 40 Verbindung zum Ortsteil her. | Straße 31 |
| Straße 33 (Lage)                 | 0530                             | nummeriert, noch ohne Namen                                                 | vor 1925            | Die Straße führt vom östlichen Ast des Lindenberger Wegs nordwestlich vom Bahndamm einspurig asphaltiert mit beidseitigem breiten Grasbankett nach Norden. Am nördlichen Ende, wegen der Laakeniederung, läuft die Straße 33 nach Ost bis zur Straße 31 am Anschluss der Straße 50 und nach West zur (Karower) Straße 52 und endet in Gras- und Ackerland. | Straße 33 |
| Straße 39 (Lage)                 | 0400                             | nummeriert, noch ohne Namen                                                 | vor 1925            | Die Straße 39 ist, allerdings durch den Bahndamm des Berliner Außenrings getrennt, eine südliche Verlängerung der Straße 33. Sie liegt als gepflasterte Straße zwischen Lindenberger Weg und einem Waldstück am Golfplatzgelände. | Straße 39 |
| Straße 40 (Lage)                 | 0460                             | nummeriert, noch ohne Namen                                                 | vor 1925            | Die Straße 40 liegt westlich zwischen Lindenberger Weg und Suderoder Straße parallel zur Straße 39. Im Süden endet sie an der Grenze des Golfplatzes und im Norden verbindet sie die Fußgängerbrücke Lindenberger-Weg-Brücke mit der Straße 31. | Straße 40 |
| Straße 42 (Lage)                 | 0190                             | nummeriert, noch ohne Namen                                                 | vor 1925            | Es ist eine unbefestigte Straße zwischen Mühlen- und Ziegelstraße und liegt parallel zwischen Lindenberger und Brockenweg. | Straße 42 |
| Straße 45 (Lage)                 | 0100                             | nummeriert, noch ohne Namen                                                 | vor 1925            | Straße 45 ist eine befestigte Straße zwischen der Mühlenstraße über die Ziegelstraße und der Golfplatzgrenze, südlich der parallelen Marie-Grünberg-Straße. | Straße 45 |
| Straße 47 (Lage)                 | 0180                             | (unsystematisch) nummeriert                                                 | vor 1925            | Die Straße 47 ist eine Stichstraße im Burgviertel östlich der Burgwallstraße. Sie liegt parallel zwischen Rüdiger Straße und Straße 7 aber führt nicht zur Rudelsburgstraße durch. | Straße 47 |
| Straße 50 (Lage)                 | 0170 (im Ortsteil)               | (unsystematisch) nummeriert                                                 | vor 1925            | Die Straße 50 liegt zwischen dem Stoßpunkt von Straße 31 und Straße 33 und ermöglicht den Siedlern nordwestlich des Berliner Außenrings den Fahrzeugverkehr durch Karow. Die Straße 50 führt nördlich der Brücke über die Laake nach Karow und führt ihren Namen dort weiter. Die Brücke liegt im Ortsteil und trägt amtlich den Namen: Brücke Straße 50. Die Straße nach Süden liegt in Acker- und Brachland, das als Bauland markiert ist, deshalb besitzt die Straße im Ortsteil keine Grundstücke, sondern hat nur die Zugangsfunktion. | Straße 50 von Straße 31/33 nach Norden |
| Straße 56 (Lage)                 | 0520                             | nummeriert, noch ohne Namen                                                 | vor 1925            | Die Straße 56 liegt nördlich zwischen Lindeberger Weg und Straße 27 und endet am Bahndamm, der hier über die Laake führt. | Straße 56 |
| Straße 87 (Lage)                 | 0040                             | nummeriert, noch ohne Namen                                                 | vor 1925            | Die Straße 87 ist eine Stichstraße südlich der Königsteinstraße. Ihre Nummerierung geht mit den Straßen in Französisch Buchholz konform, die seit dem Bau der A 114 „hinter“ der Autobahn liegen. | Straße 87 von der Königsteinstraße aus |
| Suderoder Straße (Lage)          | 0970                             | Suderode, nahe Thale im Harz                                                | vor 1911            | Sie liegt zwischen Gernroder Straße und Straße 40 und endet am Golfresort. | Suderoder Straße |
| Sulzer Straße (Lage)             | 0420                             | Sulz am Neckar                                                              | vor 1920            | Sie liegt im Siedlungsgebiet nördlich des Dorfkern zwischen Triftstraße und Kastanienallee. | Sulzer Straße |
| Thaler Straße (Lage)             | 0660                             | Thale im Harz                                                               | 1931                | Vor 1920 bis 1931 wurde sie als Thalestraße geführt. Sie liegt zwischen Garten- und Sulzer Straße, parallel zwischen Lautentaler und Jungbornstraße und kreuzt die Harzburger Straße. | Thaler Straße |
| Tigerfinkweg (Lage)              | 0460                             | Tigerfink, eine Gattung aus der Familie der Prachtfinken                    | 11. Mai 2011        | Diese Privatstraße in der Anlage Blankenburg liegt zwischen Purpurkardinalweg und Rosenbauchfinkweg und führt nord- und ostwärts um die zentrale Fläche des Kulturhauses der Anlage, nördlich parallel zum Grünkardinalweg. Zum Weg gehören die Grundstücke 3–37 (ungerade) und 4–38 (gerade) sowie das Grundstück des Kulturhauses mit der Nummer 45, der alte Gartenwegname war Schwalbensteg. | Der Tigerfinkweg vom Rotkardinalweg nach Osten gesehen. |
| Treseburger Straße (Lage)        | 0640                             | Treseburg, Ortsteil von Thale                                               | vor 1920            | Sie liegt zwischen der Thaler Straße und dem Karower Damm, auf den sie im Gegensatz zu den parallelen Straßen gegenüber der Straße 26 ein Ausfahrt hat. | Treseburger Straße |
| Triftstraße (Lage)               | 1020                             | Trift, der Weg zum Austreiben des Viehs vom Gehöft zur Weide                | vor 1911            | Die Triftstraße liegt (wie auch im benachbarten Buchholz) westlich des Dorfkerns und der hier gelegenen Schäferei des ehemaligen Rittergutes. Der Name gehört sicher zu den ursprünglichen Bezeichnungen im Blankenburger Straßensystem. In Verlängerung der Priesterstege liegt sie zwischen Garten- und Urbacher Straße und endet im Norden am Berliner Bahnring. Im südlichen Straßenteil ist die Fläche zur Lauterbacher Straße unbebautes Ödland. | Triftstraße |
| Urbacher Straße (Lage)           | 0500                             | Urbach (Remstal), Gemeinde in Baden-Württemberg                             | vor 1925            | Sie verläuft südlich der Laakeniederung zum Bahndamm zwischen Triftstraße und Ahornallee. 40 Meter des ansonsten amtlich als Straße (RBS-Klasse: STRA) eingeordneten Verkehrsweges sind der OKSTRA-Klasse N zugeordnet und unterliegen damit im Ausbau nicht den Bedingungen einer Gemeindestraße. | Urbacher Straße |
| Villacher Straße (Lage)          | 0150                             | Villach, Kärnten                                                            | 9. Nov. 1926        | Die Straße verbindet Straße 56 und Klagenfurter Straße nördlich vom Lindenberger Weg und der Straße 26. Sie ist wohl im Straßenraster unvollendet. | Villacher Straße |
| Vogesenstraße (Lage)             | 0080                             | Vogesen, Mittelgebirge westlich am Rhein, gegenüber dem Schwarzwald         | vor 1920            | Als Stichstraße südlich der Eifelstraße führt sie auf eine Rasenfläche nördlich des Gutshofgeländes und dem Sportplatz. Im Straßenraster zielt sie auf die Schäferstege. | Vogesenstraße |
| Waldammerweg (Lage)              | 0750                             | Waldammer, eine Vogelart aus der Familie der Ammern                         | 11. Mai 2011        | Diese Privatstraße in der Anlage Blankenburg liegt in der Abteilung IV, die zwischen Bahnhofstraße und Fließgraben liegt. Dieser vor der Umbenennung inoffiziell als Bienenweg ausgweisene Weg liegt südlich parallel zur Bahnhofsstraße zwischen Rohrammerweg und Schäferstege und auch die beiden Querwege zwischen Fließgraben und Bahnhofstraße, vorher die östlichen Abschnitte von Hummel- und Goldkäferweg sind mit ihren Grundstücken dem Waldammerweg und dessen 4–7 (gerade) und 3–57 (ungerade) zugeordnet. | Waldammerweg: Blick in Richtung Bahnhofstraße (vormals Goldkäferweg) |
| Wiesenammerweg (Lage)            | 0370                             | Wiesenammer, eine Vogelart aus der Familie der Ammern                       | 11. Mai 2011        | Diese Privatstraße in der Anlage Blankenburg liegt mit den Grundstücken 4–32 (gerade) und 3–33 (ungerade) mit dem Abschnitt westlich vom Erlenzeisigweg in der Abteilung VI und ab da in Abteilung V zwischen Purpurkardinalweg und Rohrammerweg, sie liegt parallel zum nördlicheren Safranammer- und dem südlicheren Schwirrammerweg. Die Straße mit dem vorherigen inoffizielle Name Sperlingssteg ist am Erlenzeisigweg in der östlichen Fortsetzung etwas nach Süden versetzt. Für die Weiterführung des Weges über den Wachtelgraben hinweg sind die Grundstücke zur Heinersdorfer Straße zugeordnet. | Der Wiesenammerweg vom Erlenzeisigweg nach Westen gesehen. |
| Wolkensteinstraße (Lage)         | 0240                             | Wolkenstein, Burgruine in der Fränkischen Schweiz                           | vor 1920            | Sie Straße im Burgviertel liegt parallel zur Frankensteinstraße und der Grünfläche am Blankenburger Bahnkreuz. Sie geht an der Flaischlen- in die Krontaler Straße über. | Wolkensteinstraße, Blick zur Krontalerstraße |
| Wüstensperlingweg (Lage)         | 0420                             | Wüstensperling, eine Vogelart aus der Familie der Sperlinge                 | 11. Mai 2011        | Diese Privatstraße in der Abteilung III, nördlich der Bahnhofstraße, der Anlage Blankenburg liegt mit den Grundstücken 2–36 (gerade) am Ostrand der Anlage parallel zur Rudelsburgstraße. Seine nach Westen abgehenden Seitenwege wurden mit den jeweils wenigen Parzellen dem über die Bahnhofstraße durchführenden Maronensperlingweg einbezogen. | Wüstensperlingweg von der Bahnhofstraße nach Nord gesehen. |
| Zebrafinkweg (Lage)              | 0500                             | Zebrafink, eine Art der Familie der Prachtfinken                            | 11. Mai 2011        | Diese Privatstraße in der Anlage Blankenburg liegt in der Abteilung VII zwischen Rotkardinalweg und Heinersdorfer Straße. Der Weg verläuft im Abschnitt westlich vom Purpurkardinalweg auf beiden Seiten des Wildentengrabens und hieß vorher Wildentenweg, dieser wurde mit dem östlichen Meisensteg zusammengefasst und die Grundstücke 2–48 (gerade) und 3–47 (ungerade) sind an beiden Wegeseiten, westwärts vom Graben getrennt, mit dem amtlichen Namen der Privatstraße verbunden. | Der Zebrafinkweg vom Purpurkardinalweg nach Westen gesehen auf dem Weg nördlich vom Graben.                                                                               |
| Ziegelstraße (Lage)              | 0930                             | Blankenburger Ziegelei, die hier stand.                                     | vor 1911            | Die Blankenburger Ziegelei bestand bereits vor 1892 in dieser Straße und produzierte bis zur Jahrhundertwende. Viele Häuser in Alt-Blankenburg sind mit Ziegeln aus dieser Ziegelei errichtet worden. Im südlichen Teil der Straße liegen die östlichen Grundstücke mit dem Suderoder Graben an der Ortsteilsgrenze, der in den Fließgraben mündet. | Ziegelstraße |
| Zwergammerweg (Lage)             | 0330                             | Zwergammer, eine Vogelart aus der Familie der Ammern                        | 11. Mai 2011        | Diese Privatstraße in der Anlage Blankenburg liegt mit den Grundstücken 4–30 (gerade) und 7–27 (ungerade) in der Abteilung V zwischen Schäferstege und Rotkardinalweg, sie ist der nördlichste mehrerer paralleler „Ammer“-wege. Der vorherige inoffizielle Anlagenname war Goldammersteg. | Der Zwergammerweg vom Erlenzeisigweg nach Westen gesehen. |

## Weitere Örtlichkeiten von Blankenburg

### Kleingartenanlagen

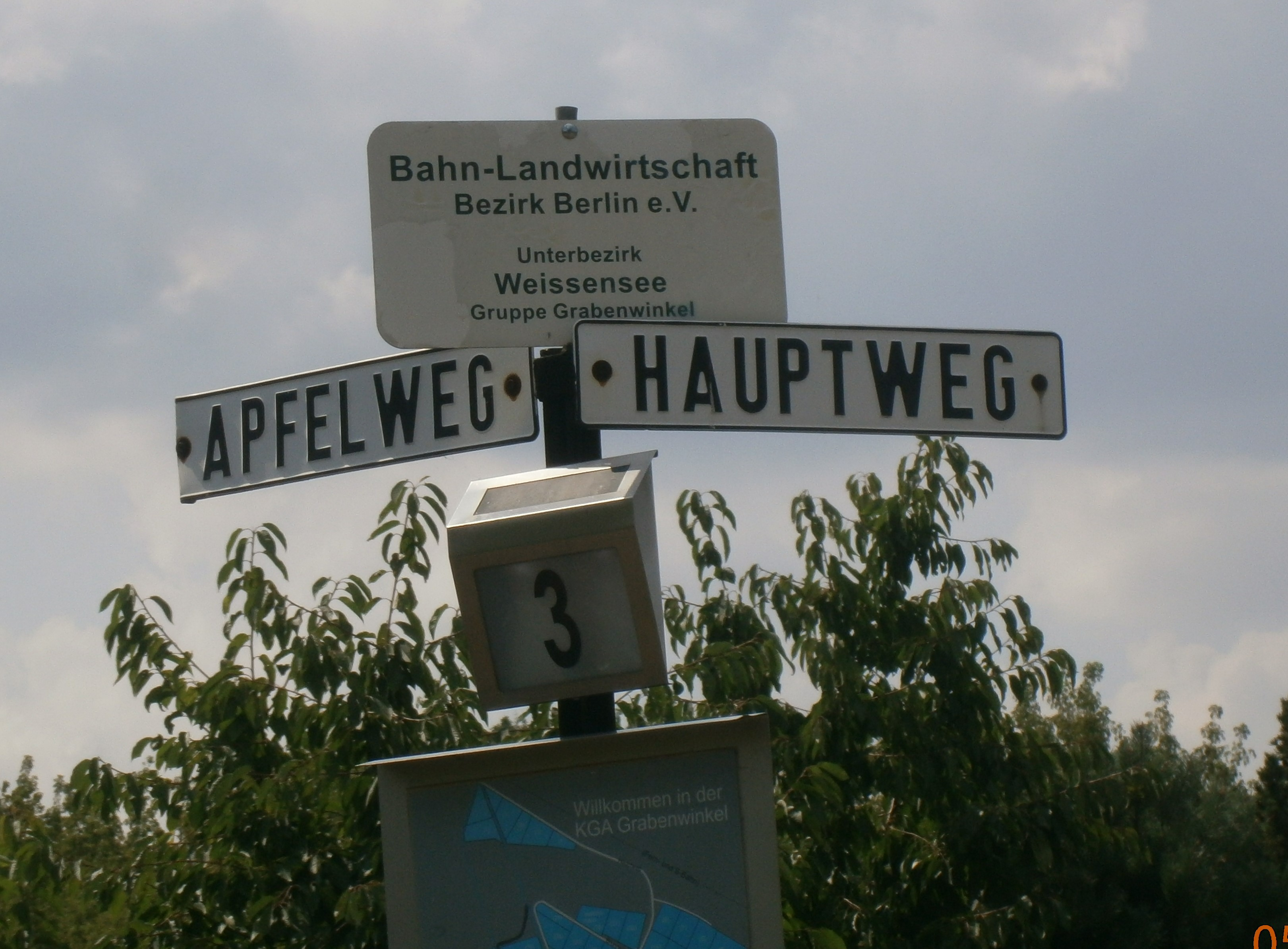
Der Rotkardinalweg am Eckpunkt des Spechtfink- mit dem Rotkardinalweg ist der Zugang zur Bahnlandwirtschaft mit dem Apfel- und dem Hauptweg, die ihrerseits nichtamtliche Wegenamen der KGA Grabenwinkel sind.

- Bahn-Landwirtschaft ‚Grabenwinkel‘ (Asgardstraße, Lage) mit 38 Parzellen auf 20.361 m² liegt im äußersten Südwesten des Ortsteils auf vormaligen Reichsbahngelände. Die Kolonie gehört nicht zur Anlage Blankenburg, aber unterliegt dem Kleingartengesetz[25] und ist im Kleingartenentwicklungsgesetz unter 03201 benannt.
- Im Südosten des Ortsteils liegen 78.770 m² der ‚Kleingartenanlage Märchenland‘ (Lage) auf dem Gebiet des Ortsteils. In diesem Teil liegen der Aladin- und Andersenweg, der westliche Abschnitt von Schneewittchen- und Dornröschenweg nördlich vom Andersenweg und südlich davon der Isegrimm- und Sieben-Raben-Weg, am Westrand der Sterntalerweg und zu diesem parallel der Aladin- und Froschkönigweg und in der Südostecke die Hauffallee. Der größte Teil befindet sich im östlich angrenzenden Ortsteil Stadtrandsiedlung Malchow. Die gesamte Anlage Märchenland (Am Graben 35) hat eine Größe von 441.693 m² mit 1028 Parzellen auf landeseigenem Land, die nach Kleingartenentwicklungsplan dauerhaft gesichert ist.[26]
- KGA Feuchter Winkel Ost
Gemäß dem ‚Stadtentwicklungsplan Wohnen 2015‘ ist die KGA nur bis 2025 gesichert, danach soll sie mit Wohnhäusern bebaut werden, sie gilt damit als ‚gefährdet‘.[27]

### Wohnsiedlung
Insbesondere in stadtrandnahen Gebieten der Berliner Ortsteile hat sich die Besiedlungsgeschichte in vorhandenen Siedlungen erhalten. In den 2010er Jahren waren in großen Garten- und Siedleranlagen Adressen über angrenzende öffentliche Straßen mit interner Wegebezeichnung und Parzellennummer definiert. Solche Adressform ist nicht georefenzierbar, gemäß Bundesrecht muss Berlin in das bestehende Liegenschaftskataster das Programmsystem ALKIS einführen. Für „georeferenzierte Gebäudeadresse“ ist eine „eindeutige Adresse mit Hausnummer“ nötig. Im Ortsteil wurden in Abstimmung mit den Anliegern und Eigentümern neue Straßennamen vergeben, wobei im Planungsprozess auch geprüft wurde, ob diese neuen Straßennamen im Stadtgebiet (des Landes) Berlin eindeutig sind.

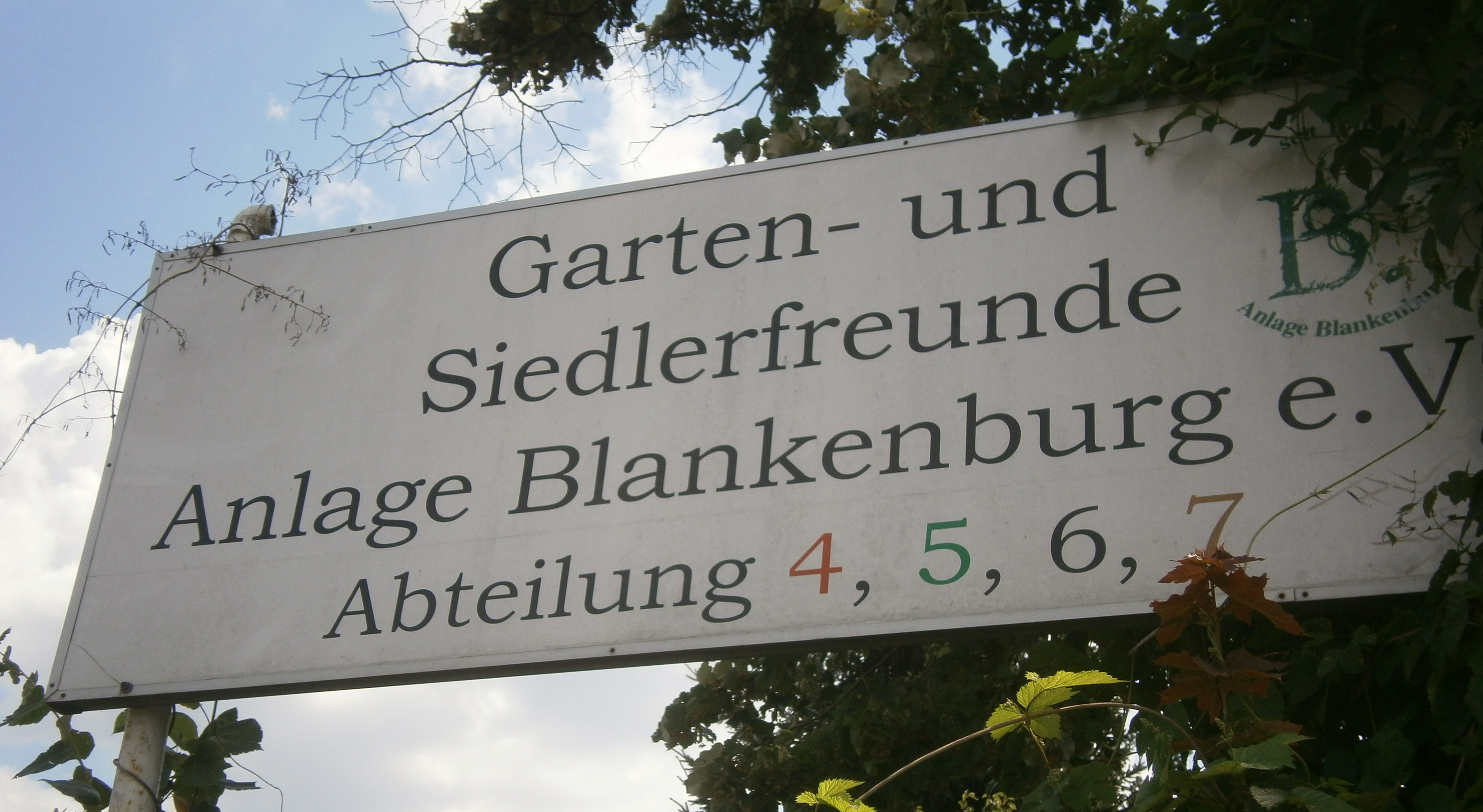
Schild der Anlage Blankenburg, hier am Zugang Rohrammerweg / Ecke Bahnhofstraße

- Die ‚Anlage Blankenburg‘ ist eine große Siedlungs- und Gartenanlage[28] mit Erholungsgärten und Dauerbewohnern südlich der Blankenburger Bahnhofstraße und westlich der Heinersdorfer Straße (Garten- und Siedlerfreunde Anlage Blankenburg e. V.). Die Anlage (Lage) erstreckt sich über den gesamten Südwesten des Ortsteils. Mit der Fläche von nahezu 100 Hektar ist sie in sieben Abteilungen untergliedert. Durchschnitten wird die Anlage von der bereits vor Gründung vorhandenen Bahnlinie Heinersdorf–Karow und von der Mitte der 1970er Jahre gebauten A 114. Ein Streifen der stillgelegten vormaligen Industriebahn Tegel–Friedrichsfelde wird in der Anlage genutzt und ergibt schräg laufende Wege und Grundstücksgrenzen.[18] Die Abteilung I stößt im Südwesten an die Straße Am Feuchten Winkel, dem Zubringer zum Berliner Autobahnring aus Richtung Pankow. Auf Wunsch der Siedler wurde die gesamte Anlage[29] nicht mit dem Status einer KGA nach Bundeskleingartengesetz ausgewiesen, sondern zu einer Wohnsiedlung umgewandelt, sodass auf den Grundstücken auch Einfamilienhäuser erbaut werden können und eine erweiterte Nutzung möglich ist.[30]
Im Ergebnis dieser Umwandlung wurde das System der Gartenwege neu bewertet und die Straßen in der Anlage, die Zufahrten zu den Gärten und Siedlergrundstücken bekamen gemäß § 15 Bezirksverwaltungsgesetz (BezVG)[31] nach Abschluss des Straßenbenennungsverfahrens am 11. Mai 2011 auf Beschluss des Bezirksamtes Pankow amtliche Namen. Alle Straße sind als Privatstraßen eingeordnet. Dabei verteilen sich die nach unterschiedlichen Vogelarten benannten Straßen zumeist auf die einzelnen Abteilungen der „Anlage Blankenburg“. Für manche Wege wurde die Zuführung als Heinersdorfer Straße mit einer gesamten Länge der Seitenstraßen von 680 Metern bezeichnet. Außerdem wurde die Schäferstege über die Bahnhofstraße nach Süden bis zur Heinersdorfer Straße verlängert.
  - Abteilung I (Lage) liegt zwischen Bahnstrecke und Autobahn südlich vom Fließgraben.
  - Abteilung II (Lage) liegt teilweise in Französisch Buchholz westlich der Autobahn, im Ortsteil liegt sie zwischen Autobahn und Bahnstrecke von Bahnhofstraße als nördlicher und dem Fließgraben als südlicher Begrenzung.
  - Abteilung III (Lage) ist der Teil nördlich der Bahnhofstraße zwischen Autobahn und Rudelsburgstraße.
  - Abteilung IV (Lage) liegt zwischen Bahnhofstraße und Fließgraben.
  - Abteilung V (Lage) befindet sich innerhalb einer dreieckigen Fläche von zwei Gräben die dem Wachtelgraben zufließen. Die Siedlungsgrundstücke östlich die Heinersdorfer Straße gehören ebenfalls zu dieser Abteilung der Anlage Blankenburg.
  - Die Abteilung VI (Lage) liegt westlich der Autobahn und Heinersdorfer Straße, sie wird im Norden vom Wachtelgraben und südlich vom Wildenten- und dem östlichen Teil des Schmöckpfuhlgrabens begrenzt.
  - Abteilung VII (Lage) im Süden der Anlage und grenzt an die hier liegenden Kleingartenanlagen in Heinersdorf, begrenzt wird sie vom Wildentengraben zum Schmöckpfuhlgraben und der Linie der vormaligen Industriebahn.
  - Die Straßen im System der vormaligen Gartenwege sind alle nach Vogelarten benannt,[32] dabei standen weniger die Familien (Ammern, Darwinfinken, Kardinäle, Prachtfinken, Sperlinge und Zeisige), sondern die Wortteile im Vordergrund. In den Abteilungen I, II, III sind die Längswege nach Sperlingen und die Querwege nach Zeisigen benannt. Die Gimpel und zwei Ammern sind für die Straßen der Abteilung IV und in den anderen drei Abteilungen finden sich Finken, Kardinäle und Ammern.

### Parks und sonstige Freiflächen
Zum Ortsteil gehören landwirtschaftlich genutzte Flächen sowie extensiv genutzte Gewerbeflächen und einige Brachflächen.
- Nördlich vom Blankenburger Pflasterweg liegt der westliche Teil eines Neun-Loch-Golfplatzes (Lage, anteilig 10,5 Hektar) der zum Landschaftspark Nord-Ost gehört. Wobei letzterer bis nach Hohenschönhausen und über die Stadtgrenze nach Brandenburg eingerichtet ist.
- Am westlichen Ende befindet sich beiderseits des Blankenburger Pflasterwegs ein bebautes und ungenutztes Gelände (Stand: 2012). Nördlich der Straße zur Krugstege hin (Lage) liegt das Gelände (6,6 Hektar) der 2009 stillgelegten ‚FHTW Campus Blankenburg‘ (ursprünglich LPG-Hochschule, später Teil der Ingenieurhochschule und wegen der landwirtschaftlichen Fächer ‚Bauernschule‘ genannt) und südlich der Straße zur Heinersdorfer Straße hin (Lage) auf einer Fläche von 11,0 Hektar standen die Gebäude der vormaligen Kaserne der Bereitschaftspolizei, der ehemaligen Direktion Spezialaufgaben und die nicht mehr genutzten Studentenwohnheime der FHTW. Sie wurden 2019 zu Gunsten einer geplanten Wohnsiedlung abgerissen.[33]
- Südlich dieser ungenutzten Gebäude bis zur Ortsteilsgrenze Stadtrandsiedlung Malchow liegt im Südosten des Ortsteils eine landwirtschaftlich genutzte Fläche (Lage) von 74,8 Hektar. Noch im Ortsteil befindet sich hier der Mörderberg (56 Meter ü. NN, Lage). Diese Fläche wird im Süden durch den Schmöckpfuhlgraben und weiter östlich von Märchenland kommend durch den Heinersdorfer Graben ent- und bewässert. Der zentral liegende Rübezahlweg zwischen der Heinersdorfer Straße bis in die Anlage Märchenland (Stadtrandsiedlung Malchow) hinein ist eine Privatstraße.
- Landeseigener Friedhof Blankenburg (Lage) an der Kastanienallee.